# Чобанов, Руслан Заурович
Русла́н Зау́рович Чоба́нов (род. 30 марта 2004, Батайск, Ростовская область) — российский футболист, полузащитник клуба «Краснодар», выступающий на правах аренды за минское «Динамо».

## Клубная карьера
Родился в Батайске, Ростовская область.
В 2013 году начал заниматься футболом в батайской ДЮСШ №2, первый тренер Грачёв Олег Николаевич. В 2016 году перешёл в академию «Краснодара».
В сезоне 2022/23 стал победителем Молодёжной футбольной лиги в составе молодёжной команды «Краснодара». Также с основной командой стал финалистом Кубка России 2022/23.
18 августа 2023 года в матче Второй лиги (дивизион «А») против «Уфы» дебютировал в профессиональном футболе за «Краснодар-2».
27 июня 2024 года на правах аренды пополнил состав саратовского «Сокола». 14 июля 2024 года в матче против «Чайки» дебютировал в Первой лиге.
20 февраля 2025 года был арендован клубом «Велес».
1 июля 2025 на правах аренды присоединился к минскому «Динамо». 10 августа 2025 года в матче против «Торпедо-БелАЗ» дебютировал в чемпионате Беларуси.

## Карьера в сборной
В период с 2019 года по 2023 год вызвался в юношеские сборные России, суммарно проведя в их составе 9 матчей и забив 1 гол.
В ноябре 2023 года был вызван в сборную России (до 21 года). 15 ноября 2023 года в товарищеском матче против сборной Беларуси (до 21 года) дебютировал в её составе.

## Статистика выступлений
| Выступление       | Выступление       | Выступление      | Лига | Лига | Кубки | Кубки | Еврокубки | Еврокубки | Итого | Итого |
| Клуб              | Лига              | Сезон            | Игры | Голы | Игры  | Голы  | Игры      | Голы      | Игры  | Голы  |
| ----------------- | ----------------- | ---------------- | ---- | ---- | ----- | ----- | --------- | --------- | ----- | ----- |
| → Краснодар-2     | Вторая лига («А») | 2023/24          | 31   | 0    | —     | —     | —         | —         | 31    | 0     |
| → Краснодар-2     | Итого             | Итого            | 31   | 0    | —     | —     | —         | —         | 31    | 0     |
| → Сокол (Саратов) | Первая лига       | 2024/25          | 19   | 0    | 1     | 0     | —         | —         | 20    | 0     |
| → Сокол (Саратов) | Итого             | Итого            | 19   | 0    | 1     | 0     | —         | —         | 20    | 0     |
| → Велес           | Вторая лига («А») | 2024/25          | 14   | 0    | 0     | 0     | —         | —         | 14    | 0     |
| → Велес           | Итого             | Итого            | 14   | 0    | 0     | 0     | —         | —         | 14    | 0     |
| → Динамо (Минск)  | Высшая лига       | 2025             | 1    | 0    | 1     | 0     | 0         | 0         | 2     | 0     |
| → Динамо (Минск)  | Итого             | Итого            | 1    | 0    | 1     | 0     | 0         | 0         | 2     | 0     |
| Всего за карьеру  | Всего за карьеру  | Всего за карьеру | 65   | 0    | 2     | 0     | 0         | 0         | 67    | 0     |

## Достижения
«Краснодар»
- Победитель Молодёжной футбольной лиги: 2022/23
- Финалист Кубка России: 2022/23
- Итого: 1 трофей